# Pilisborosjenő
Pilisborosjenő es un pueblo húngaro perteneciente al distrito de Pilisvörösvár, condado de Pest.

## Superficie
Cuenta con una superficie de 9,27 km².

## Demografía
Hasta 2024 la población era de 4391 habitantes, con una densidad de población de 473,67 hab/km².
| Gráfica de evolución demográfica de Pilisborosjenő entre 2020 y 2024 |
|                                                                      |
| Datos según la Oficina Central de Estadística de Hungría.            |